# 豺皮樟
豺皮樟（学名：Litsea rotundifolia var. oblongifolia）为樟科木姜子属下的一个变种。

## 豺皮樟之中醫藥用處
其根可入藥，性味辛，性溫，能袪風濕、活血、止痛。